# Diecéze łowiczská
Diecéze łowiczská (latinsky Dioecesis Lovicensis, polsky Diecezja łowicka) je římskokatolická diecéze v Polsku, se sídlem v Łowiczi, kde se nachází katedrála Nanebevzetí P. Marie a sv. Mikuláše. Je součástí lodžské církevní provincie, je tudíž sufragánní vůči arcidiecézi lodžské. 

## Stručná historie
V rámci reorganizace polské diecézní struktury papež Jan Pavel II. vydal dne 25. března 1992 bulu Totus Tuus Poloniae populus, kterou mj. zřídil diecézi łowiczskou. Původně byla sufragánní vůči varšavské metropoli, od roku 2004 je podřízena arcidiecézi lodžské.